# Маса Мартана
Маса Мартана (итал. Massa Martana) је насеље у Италији у округу Перуђа, региону Умбрија.
Према процени из 2011. у насељу је живело 1221 становника. Насеље се налази на надморској висини од 340 м.

## Становништво
Према резултатима пописа становништва 2011. у општини је живело 3.822 становника.
| 1936. | 1951. | 1961. | 1971. | 1981. | 1991. | 2001. | 2011. |
| ----- | ----- | ----- | ----- | ----- | ----- | ----- | ----- |
| 5.285 | 5.469 | 4.754 | 3.882 | 3.785 | 3.622 | 3.541 | 3.822 |

## Партнерски градови
- Gmina Bystrzyca Kłodzka, Усти на Орлици